# DynaMo
DynaMo là một chương trình giáo dục dành cho trẻ em của Anh sản xuất vào năm 1998, phát sóng bởi BBC trong khung giờ BBC Learning Zone. Hai nhân vật dẫn chương trình là chú chó hoạt hình cùng tên DynaMo và người bạn SlowMo; họ dạy trẻ em từ 5-9 tuổi về các môn toán, tiếng Anh, khoa học và lịch sử. Chương trình được phát sóng trên kênh truyền hình BBC từ ngày 3 tháng 10 năm 1998 đến ngày 24 tháng 9 năm 2001.

## Chương trình
Ý tưởng sản xuất chương trình xuất phát từ một cuộc khảo sát của BBC trên 2.800 phụ huynh, giáo viên và trẻ em. Cuộc khảo sát cho thấy rằng cha mẹ không sẵn sàng giúp trẻ làm bài tập về nhà do không muốn áp đặt chúng hoặc có thể làm giáo viên khó chịu. Do đó, DynaMo đã được đưa vào sản xuất. Được BBC tạo ra như một cách để giúp trẻ em thích thú với học tập, chương trình đã phát sóng trong suốt tám tuần trên BBC Learning Zone, trong đó lồng ghép các nhân vật hoạt hình và sử dụng những clip giáo dục từ các chương trình khác của BBC. Chương trình được thiết kế theo Chương trình giảng dạy quốc gia của Anh. Hai nhân vật dẫn chính của chương trình là chú chó hoạt hình cùng tên DynaMo và người bạn SloMo, họ cùng đi sâu vào tìm hiểu về một chủ đề môn học nhất định trong mỗi tập. Trẻ em có thể xem chương trình một mình hoặc với cha mẹ.
Chương trình là một phần của khung giờ Learning Zone kéo dài hai giờ. Các phân đoạn của chương trình cũng được phát trong chương trình "K Club" trên kênh BBC Knowledge. Trong suốt mùa hè năm 2001, các phân đoạn của DynaMo đã được phát sóng trên BBC Two trong BBC Schools.

## Nội dung web
DynaMo cũng được sử dụng làm gương mặt đại diện cho trang web hỗ trợ phụ huynh của BBC. Trang web được tạo ra để phụ huynh hỗ trợ trẻ em làm bài tập về nhà. Ngoài ra trang web còn có phần nội dung "DynaMo's Den" bao gồm các trò chơi giáo dục cho trẻ em. Trang web đã được kích hoạt vào ngày 2 tháng 10 năm 1998.